# Zar de Bulgaria
Zar de Bulgaria fue el título de los gobernantes búlgaros en el Primer Imperio búlgaro, Segundo Imperio búlgaro y el Reino de Bulgaria.
Zar es una forma derivada del título César de la Antigua Roma. Se utilizaba para denotar la autoridad suprema de un gobernante, dada por Dios en la Iglesia ortodoxia búlgara y rusa.
Para obtener una lista de los gobernantes de Bulgaria, véase Anexo:Monarcas de Bulgaria.

## Historia

La corona heráldica de los monarcas del Reino de Bulgaria

El jan Tervel fue el primero en recibir el título de «César» del emperador bizantino Justiniano II en agradecimiento por la ayuda brindada en su restauración al trono imperial. El título era el segundo en importancia del Imperio bizantino y estaba reservado para el heredero al trono, que formalmente casi equiparaba al gobernante búlgaro con los basileos bizantinos y reconocía la legitimidad del estado búlgaro. No hay información de que Tervel lo haya utilizado para denotar su poder en Bulgaria, sino solamente como título secundario en las negociaciones con los bizantinos.
En 913, el knyaz Simeón I de Bulgaria recibió el reconocimiento por el título de zar (basileo de los búlgaros) durante el sitio de Constantinopla, pero seis meses después Bizancio se retiró del reconocimiento. En 925, aprovechando la debilidad del Imperio bizantino, Simeón se proclamó mismo «zar de los búlgaros y los romanos». En 927, con un tratado, el título de zar (César) fue reconocido por Bizancio así como el gobernante búlgaro Pedro I, hijo de Simeón. Al crear una autocéfala se estableció el statu quo de la Iglesia ortodoxa búlgara y todos los gobernantes posteriores se denominaron «zar».
A principios del siglo xiii, el zar Kaloján negoció con el papa Inocencio III: prometió reconocer la supremacía del Santa Sede sobre la iglesia búlgara (incluso se concluyó una unión entre ellos), siempre que el papa confirmara los títulos de zar y patriarca de Bulgaria. En su correspondencia con el gobernante búlgaro, sin embargo, Inocencio hasta el último lo nombró solamente como rey (rex), que en la jerarquía medieval era más bajo que el de zar (emperador).
El 22 de septiembre de 1908, la Independencia de Bulgaria fue declarada y el Principado de Bulgaria, estado vasallo del Imperio otomano, fue proclamado como Reino de Bulgaria. En consecuencia, el príncipe Fernando de Sajonia-Coburgo-Gotha aceptó el título restaurado de zar.